# Abgeschrägtes Dodekaeder

Ausschnitt einer Raumecke des abgeschrägten Dodekaeders. Die weißen Linien begrenzen das Sehnenfünfeck (s. u.).

Das abgeschrägte Dodekaeder (Dodecaedron simum) ist ein Polyeder (Vielflächner), das zu den archimedischen Körpern zählt. Es setzt sich aus 92 Flächen, nämlich 12 regelmäßigen Fünfecken und 80 gleichseitigen Dreiecken, zusammen und hat 60 Ecken sowie 150 Kanten. Dabei bilden jeweils vier Dreiecke und ein Fünfeck eine Raumecke.
Die folgenden Bilder zeigen zwei zueinander spiegelbildliche abgeschrägte Dodekaeder.

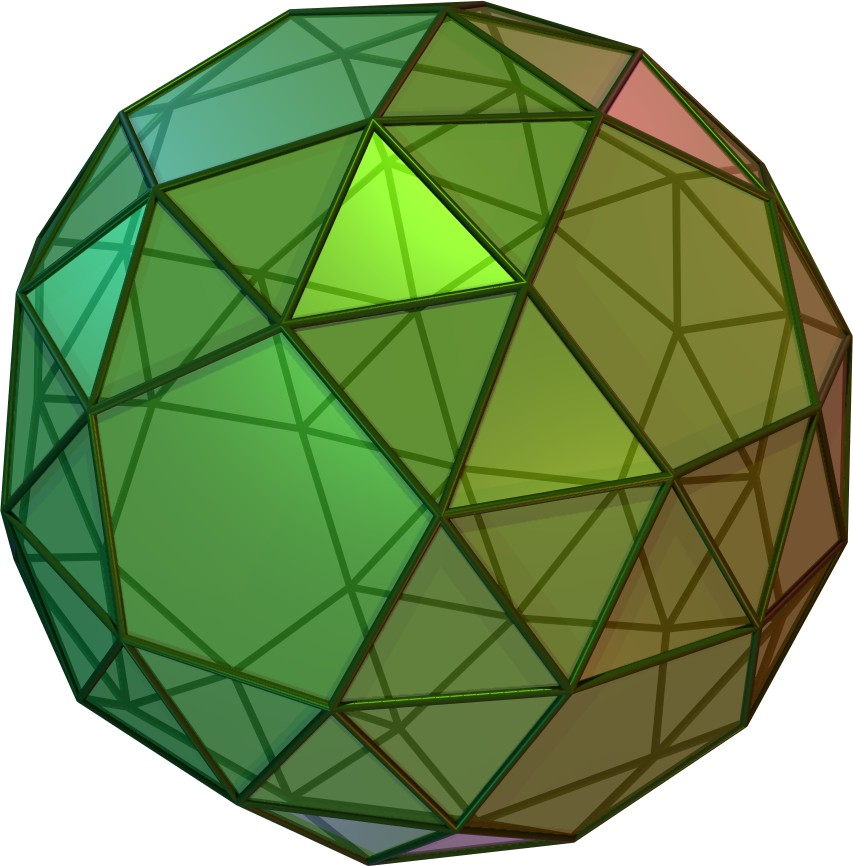
Spiegelvariante 1
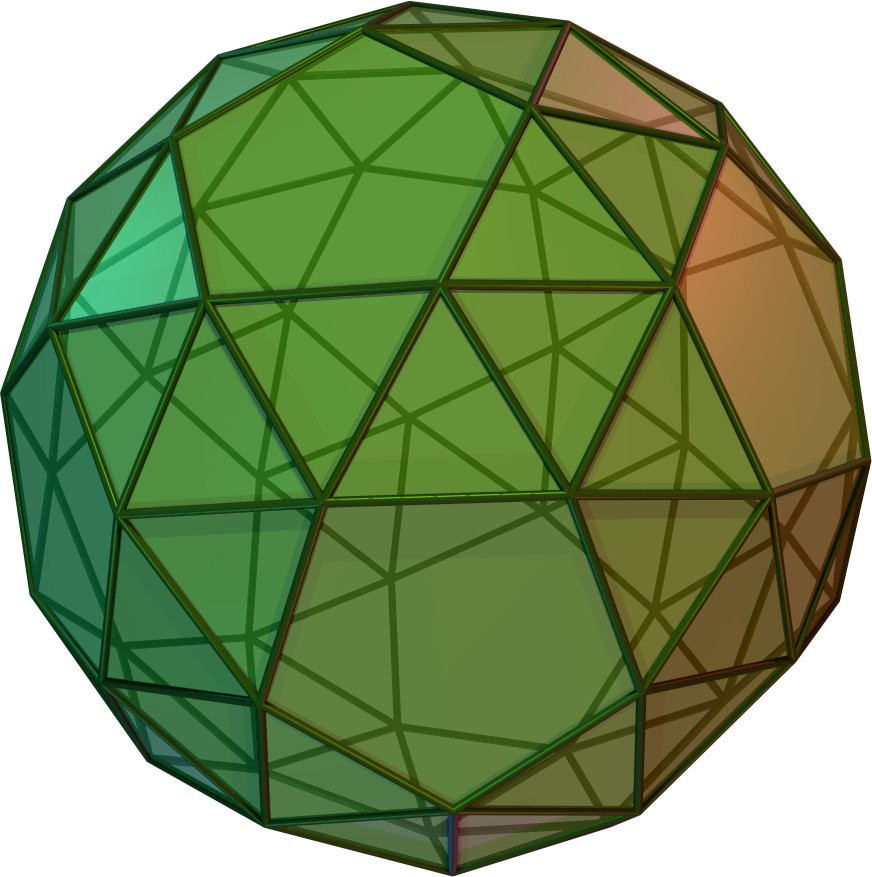
Spiegelvariante 2

Der zum abgeschrägten Dodekaeder duale Körper ist das Pentagonhexakontaeder.

## Konstruktion

Konstruktion eines abgeschrägten Dodekaeders

Transformation eines Rhombenikosidodekaeders in ein Abgeschrägtes Dodekaeder

- Wie der Name schon andeutet, entsteht dieses Polyeder durch fortwährendes Abschrägen eines Dodekaeders, sodass am Ende zwölf (kleinere) regelmäßige Fünfecke übrigbleiben, die koplanar mit den ursprünglichen Begrenzungsflächen des Dodekaeders sind. Die Fünfecke des gegebenen Dodekaeders werden zugleich gedreht und verkleinert, wobei die Ebenen der Fünfecke sich nicht ändern.[1] Die ursprünglich zusammenfallenden Ecken werden durch Kanten verbunden, sodass gleichseitige Dreiecke entstehen. Bei einer Variante des Verfahrens bleibt die Größe der Fünfecke gleich, dafür wird der Abstand vom Mittelpunkt vergrößert.
- Verdreht man bei einem Rhombenikosidodekaeder alle zwölf Fünfecke – die koinzident mit den Begrenzungsflächen eines umbeschriebenen Dodekaeders sind – jeweils um den gleichen bestimmten Winkel und fügt eine Diagonale in die nun verzerrten Quadrate ein, entsteht auch ein abgeschrägtes Dodekaeder.

## Formeln
Nachfolgend bezeichne der Term {\displaystyle t} den Kosinus des kleineren Zentriwinkels {\displaystyle \zeta } im Sehnenfünfeck (siehe Grafik oben rechts) mit den Seitenlängen {\displaystyle a} und {\displaystyle d=\varphi \,a} (mit {\displaystyle d} sei die Diagonale im Pentagon, mit {\displaystyle \varphi } die Goldene Zahl bezeichnet).
{\displaystyle t} ist die einzige reelle Lösung der kubischen Gleichung {\displaystyle 8t^{3}+8t^{2}-\varphi ^{2}=0}.
{\displaystyle t=\cos(\zeta )={\frac {1}{12}}\left({\sqrt[{3}]{44+12\varphi \,(9+{\sqrt {81\varphi -15}})}}+{\sqrt[{3}]{44+12\varphi \,(9-{\sqrt {81\varphi -15}})}}-4\right)\approx 0{,}47157563}
| Größen eines abgeschrägten Dodekaeders mit Kantenlänge a | Größen eines abgeschrägten Dodekaeders mit Kantenlänge a                                                                                     | Größen eines abgeschrägten Dodekaeders mit Kantenlänge a |
| -------------------------------------------------------- | --- | -------------------------------------------------------- |
| Volumen                                                  | {\displaystyle V={\frac {a^{3}}{6{\sqrt {1-2t}}}}\left(3{\sqrt {10\,(9t-2+(4t-1){\sqrt {5}})}}+20{\sqrt {2+2t}}\right)}                      |                                                          |
| Oberflächeninhalt                                        | {\displaystyle A_{O}=a^{2}\left(20{\sqrt {3}}+3{\sqrt {25+10{\sqrt {5}}}}\right)}                                                            |                                                          |
| Umkugelradius                                            | {\displaystyle R={\frac {a}{2}}{\sqrt {\frac {2-2t}{1-2t}}}}                                                                                 |                                                          |
| Kantenkugelradius                                        | {\displaystyle r={\frac {a}{2{\sqrt {1-2t}}}}}                                                                                               |                                                          |
| 1. Flächenwinkel (Trigon–Trigon) ≈ 164° 10′ 31″          | {\displaystyle \cos \,\alpha _{1}=-{\frac {1}{3}}\left(1+4t\right)}                                                                          |                                                          |
| 2. Flächenwinkel (Pentagon–Trigon) ≈ 152° 55′ 48″        | {\displaystyle \cos \,\alpha _{2}={\frac {1}{\sqrt {15}}}\left((1-2t){\sqrt {5+2{\sqrt {5}}}}-2{\sqrt {(1+t)(5t+(2t-1){\sqrt {5}})}}\right)} |                                                          |
| Flächen-Kanten-Winkel (Pentagon–Trigon) ≈ 143° 20′ 58″   | {\displaystyle \cos \,\beta ={\frac {-4t}{\sqrt {10-2{\sqrt {5}}}}}}                                                                         |                                                          |
| 3D-Kantenwinkel (Trigon–Trigon) ≈ 118° 8′ 12″            | {\displaystyle \cos \,\gamma =-t} |                                                          |
| Eckenraumwinkel ≈ 1,4355 π                               | {\displaystyle \Omega =\,3\alpha _{1}+2\alpha _{2}-3\pi }                                                                                    |                                                          |
| Sphärizität ≈ 0,98201                                    | {\displaystyle \Psi ={\frac {\sqrt[{3}]{36\,\pi \,V^{2}}}{A_{O}}}}                                                                           |                                                          |